# Dévald
A Dévald germán eredetű férfinév, a Dietwald névből származik, jelentése: nép + uralkodó, tevékeny. Gyakran azonosítják a Dietbald (magyarul Teobald) névvel.

## Gyakorisága
Az 1990-es években szórványos név, a 2000-es években nem szerepel a 100 leggyakoribb férfinév között.

## Névnapok
- május 21.[2]
- július 1.[2]